# Буциков Іван Іванович
Іван Іванович Буциков (рос. Буцыков Иван Иванович, нар. 14 (27) травня 1907 — пом. 29 листопада 1988) — радянський офіцер, учасник Німецько-радянської війни, Герой Радянського Союзу (1943).

## Біографія
Іван Буциков народився 14 (за новим стилем — 27) травня 1907 року в селі Волчанка (нині — Красноармійський район Самарської області РФ) в сім'ї селянина. Закінчив сім класів школи, працював у колгоспі.
З 1929 року в РСЧА. У 1933 році Буциков закінчив Ленінградське артилерійське училище, в 1940 році — артилерійські курси удосконалення офіцерського складу.
З початком німецько-радянської війни  — на її фронтах. До вересня 1943 року гвардії підполковник Іван Буциков командував 34-м гвардійським артилерійським полком 6-ї гвардійської стрілецької дивізії 13-ї армії Центрального фронту. Відзначився під час битви за Дніпро.
21 вересня 1943 в районі села Теремці Чорнобильського району Київської області І.Буциков організував переправу свого полку на плотах, а потім відразу ввів з в бій, що забезпечило успішні захоплення і утримання плацдарму на західному березі Дніпра. 25 вересня на південний схід від Чорнобиля полк Буцикова переправився через Прип'ять і своїм вогнем сприяв радянським стрілецьким частинам в утриманні плацдарму
16 жовтня 1943 року гвардії підполковник Іван Буциков був удостоєний звання Героя Радянського Союзу з врученням ордена Леніна і медалі «Золота Зірка» за номером 1798.
Після закінчення війни продовжив службу в Радянській Армії. У 1953 році він закінчив Вищу артилерійську школу.
У 1954 році в званні полковника Буциков І.І. був звільнений у запас. Проживав у місті Фастів, помер 29 листопада 1988 року.

## Вшанування пам'яті
В місті Фастів названа вулиця та провулок на честь Буцикова Івана Івановича.